# آلن مارلی
آلن مارلی (انگلیسی: Allan Marley؛ زادهٔ ۲۹ فوریهٔ ۱۹۵۶) بازیکن فوتبال اهل بریتانیا است.
از باشگاه‌هایی که در آن بازی کرده‌است می‌توان به باشگاه فوتبال گریمزبی تاون اشاره کرد.